# Glavlit

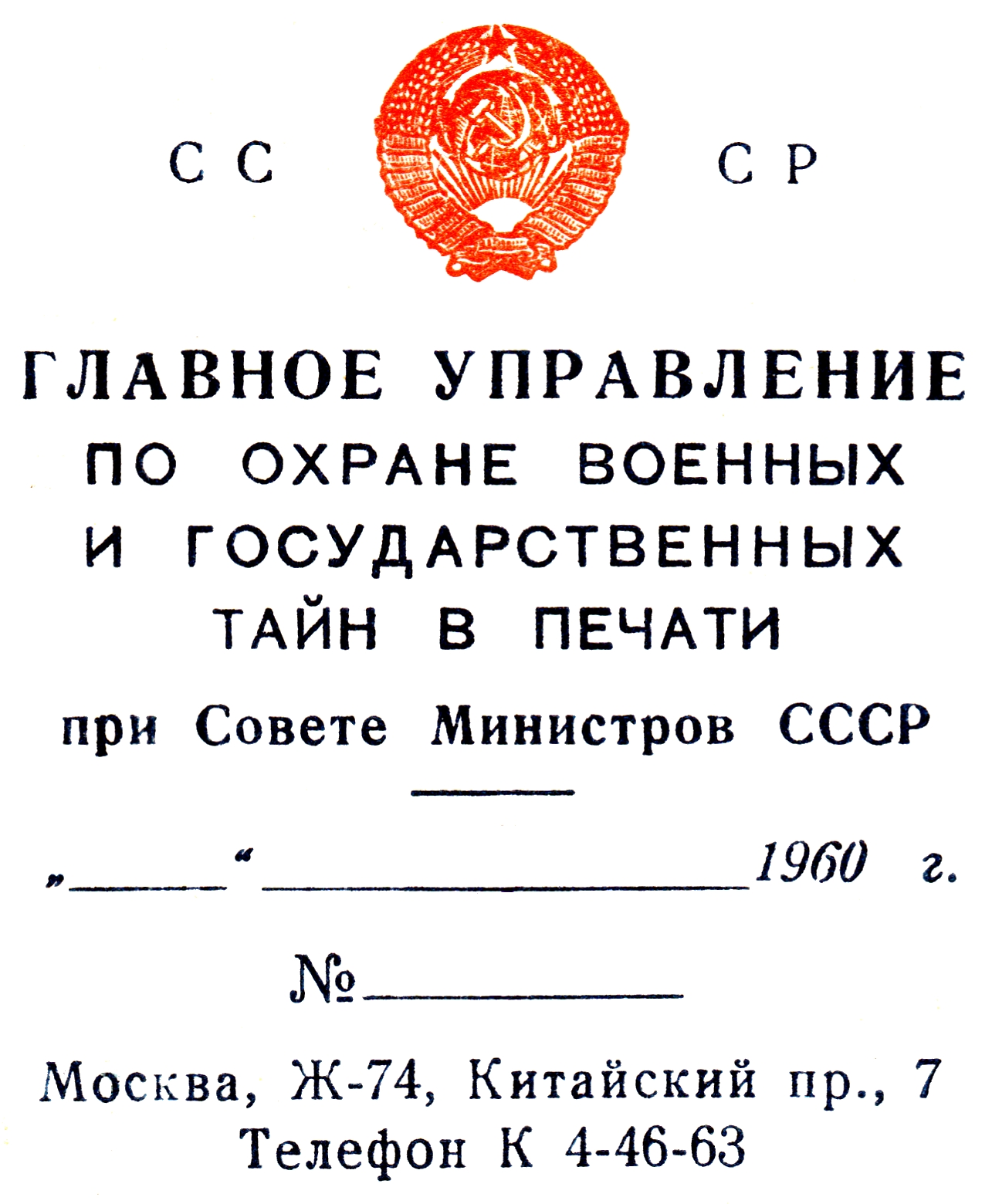
Formulaire de censure du Glavlit, 1960.

Le Glavlit est le principal organe de censure en Union soviétique. Créé en 1922, il change plusieurs fois de nom, l'acronyme Glavlit restant son appellation courante, semi-officielle.
Le nom Glavlit est un acronyme issu de Главное управление по делам литературы и издательств (Glavnoïé oupravlénié po diélam litératoury i izdatiélstv, Direction générale de la littérature et de l'édition), le nom officiel de l'organisme en 1922.